# هنري ر. نيجهورست
هنري ر. نيجهورست (بالإنجليزية: Henri N. Neijhorst)‏ هو سياسي سورينامي، ليس له أي انتماء حزبي. تولى منصب وزير أول في الفترة ما بين 31 مارس 1982 و9 ديسمبر 1982
درس نيجهورست في أمستردام، حيث كان عضوا في جمعية سورينام دينا. بعد دراسته عاد إلى سورينام. أصبح مديرا لبنك التوفير البريدي في سورينام.